# ミッキーのアルバイトは危機一髪
『ミッキーのアルバイトは危機一髪』（原題：Runaway Brain）は、ウォルト・ディズニー・フィーチャー・アニメーションにより制作されたアニメーション短編映画作品。1995年公開。ミッキーマウスの短編映画シリーズの第124作目である。また、英語版では長年ミッキーマウスの声を演じたウェイン・オルウィンが2009年に亡くなったため最後の短編映画作品となった。またミッキーマウスの短編映画がスクリーンで公開されたのはアメリカで1990年公開の「ミッキーの王子と少年」以来5年ぶりのことである。

## 概要
1990年の短編『ミッキーの王子と少年』以来5年ぶりに制作された作品。1995年に『グーフィー・ムービー ホリデーは最高!!』と同時公開。日本では、1996年に『ミッキーのランナウェイ・ブレイン』と改題し、「ウォルト・ディズニー映画祭'96 東京三菱銀行 ディズニー・スペシャル・シアター」で公開された。

## あらすじ
ミニーとの交際記念日の約束をしていたミッキーはゲームばかりしていて、その日の約束を忘れてしまう。怒ったミニーが帰ろうとすると、ミッキーは新聞に掲載されていたゴルフ旅行に行こうと企画するが、その下の欄を見たミニーが「ハワイへ連れて行ってくれるのね」と勘違い。しかもその旅費は999ドル99セントという高額。絶体絶命のミッキーであったが、プルートが新聞の中から「999ドル99セントの報酬」の求人を見つけ、アルバイトへ向かう。
目的地へ到着したミッキーであったが、突然地下から開いた穴に吸い込まれ、不気味な地下室へ転落。そこでフランクノリーというマッドサイエンティストに出会い、彼によって怪物ジュリアスと脳みその中身を入れ替えられてしまう。しかもフランクノリー博士は実験の電撃を浴びて骨になって死亡してしまったせいで、元に戻る方法が聞けず、バイト代の報酬も貰えなくなってしまう。
すると瓦礫からミッキーの身体を持ったジュリアスが飛び出してきた。なんとかミッキーは自分の身体を取り戻そうとするが、ジュリアスはミニーに興味を抱き、本人に会いにいってしまう。危機が迫るミニーのため、ミッキーはジュリアスの巨体で彼女を救いに向かう。二人が争う中、電線に引っかかったミッキーとジュリアスは、そのショックで元の身体へと戻ることに成功する。しかし、元の身体を取り戻したジュリアスはミニーを今度こそ誘拐。ミッキーは彼女を救うためにジュリアスを相手に戦いを挑み、その巨体を拘束することに成功する。
全てが終わったあと、ミッキーとミニーはジュリアスを利用してゴムボートを牽引させ、予定通りにハワイ旅行へと出かけるのであった。

## キャスト
| キャラクター       | 原語版声優           | 日本語吹き替え |
| ------------------ | -------------------- | -------------- |
| ミッキーマウス     | ウェイン・オルウィン | 青柳隆志       |
| ミニーマウス       | ルシー・テイラー     | 水谷優子       |
| フランクノリー博士 | ケルシー・グラマー   | 屋良有作       |
| プルート           | ビル・ファーマー     | 原語版流用     |
| ジュリアス         | ジム・カミングス     | 原語版流用     |

## 収録ソフト
- ミッキーマウス / カラー・エピソード Vol.2 限定保存版（DVD）
- ミッキー　ザ・グレーテストヒッツ（VHS、廃版）